# Nemotha mirabilis
Nemotha mirabilis es una especie de mantis de la familia Iridopterygidae.

## Distribución geográfica
Se encuentra en China.